# 요시다 타쿠로
요시다 타쿠로(일본어: 吉田 拓郎 요시다 다쿠로[*], 1946년 4월 5일 ~ )는 일본의 싱어송라이터이다. 작곡가로서 곡을 제공할 때는 入江剣이라는 예명을 쓰기도 한다. 카고시마현 이사시에서 태어나 히로시마에서 성장, 대학까지 히로시마에서 마쳤다. 가수인 요스미 케이코(四角佳子), 배우 아사다 미요코(浅田美代子)와 이혼하고 현재 세 번째 부인인 배우 모리시타 아이코(森下愛子)와 살고있다. 부인인 모리시타 아이코가 속해 있는 타케다 기획竹田企画 보관됨 2010-07-07 - 웨이백 머신 소속이다. 음반사는 ELEC Record~CBS SONY~For Life Records~Imperial Records~Avex를 거쳐왔다.
일본 싱어송라이터의 효시로 볼 수 있는 존재. 당시 마이너였던 포크와 록을 단숨에 일본 음악의 주류로 만들고, 대규모 단독 야외 콘서트, 라디오의 활성화, 콘서트 투어, 프로듀서, 레코드 회사 설립등, 여러 가지 새로운 길을 개척한 개척자로서 일본 팝뮤직 역사상 가장 중요한 뮤지션 중 한 명이다.

## 생애

### 성장 과정
양친이 조선 라남구역에서 이주해온 사람들로 양친의 출생지나 성장 배경에 대한 구체적인 정보는 없다. 타쿠로는 가고시마현 오쿠치 시에서 태어났으나 왜 가고시마였는지는 모른다고 말했다.。부친은 요시다가의 양자로 가고시마현청에 근무. 가고시마현의 향토사에 관한 연구를 하는 일을 했다.
- 1955년 : 양친 별거. 형은 동경의 대학에 다니고 있었고, 어머니는 누나와 타쿠로를 데리고 히로시마로 이사를 했다. 히로시마는 외할머니의 출신지이다.[14]. 릿쿄 대학 재즈과에 들어가 피아니스트를 목표로 하고있던 형이 방학때만 되면 여성과 동반으로 귀향하는 것을 계기로 음악에 대한 흥미를 가지게 되었다고 한다. 어렸을 때부터 기관지 천식을 가지고 있어서 몸이 약했기 때문에 집에 있는 일이 많았고, 어머니가 책을 사다주었으나 음악에 흥미를 가졌기에 우쿨렐레를 사달라하여 음악을 시작했다.
- 1962년 : 히로시마현립 히로시마 미나미 고교에 입학하여, 친구들과 '톤 다이아몬즈'(「トーン・ダイヤモンズ[15]」라는 이름의 연주밴드를 결성, 우쿨렐레를 담당했다.
- 1963년 : 고교 2학년 시절, 집에 하숙하던 히로시마대학학생에게 클래식기타를 배우고 작곡을 시작했다.
- 1964년 : 컨트리 음악을 좋아했으며 밴드는 비틀즈의 영향을 강하게 받고, 비틀즈의 카피전문 밴드가 되어 결국 밴드명도 '플레이보이즈'라고 변경하였다.

### 아마추어 시기
1966년 대학교 2학년때 일본 콜럼비아사가 주관한 포크 콘테스트에 응모해서 츄고쿠 지역 2위, 전국 3위로 입상했다. Take Five에서 따온 리듬에 산리즈카 투쟁을 소재로 한 가사를 입혔다. 잡지 헤이본 펀치(平凡パンチ)에서 일본의 밥 딜런이라는 소개로 히로시마에서부터 알려지기 시작했다.
1967년에는 히로시마 (広島見真講堂)에서 개최된 1회 야마하 라이트 뮤직 콘테스트에서 츄고쿠 지역 록 부분에서 우승했으나 전국대회 출전은 사퇴한다. 당시 타쿠로는 이와쿠니 주일 미군기지(米軍 岩国基地)에서도 정기적으로 공연하기 시작했는데 베트남 전쟁의 침략기지인 이와쿠니를 위문공연한 사람은 대회 참가자격이 없다는 항의가 있어서 타쿠로는 야마하 악기 관계자의 조언에 따라 사퇴했다. 후원사인 카와이 악기사에 피해주기 싫었던 이유도 있다. 1968년에 열린 2회 대회에서도 타쿠로는 츄고쿠 지구 1위, 보컬 그룹사운드부분 전국 4위로 입상한다. 그는 히로시마의 포크 그룹 셋을 모아 히로시마 포크 마을(広島フォーク村)이라는 모임도 만들기도 한다. 음반도 내지 않았는데 그는 라디오 출연, NHK 출연 및 츄코구 지역방송 DJ까지 맡는 등 지역 명사가 되었다. 당시 치열하게 전개되던 대학교 학생운동의 흐름에 따라 히로시마 대학의 바리케이트 안에서 노래 이미지의 시(イメージの詩)를 부른 타쿠로는 흰 헬맷을 쓴 학생들의 구호(아지테이션) 세례를 받기도 했다.
1969년에 카와이 악기 히로시마점에 취직되었고 죠치대학(上智大学) 전공투 멤버가 자주제작한 히로시마 포크 마을(広島フォーク村)의 편집음반 '古い船をいま動かせるのは古い水夫じゃないだろう'(유겐트 레이블)을 내었다. 1970년 3월에 재판을 찍었고 엘렉 레코드(エレックレコード)에서 싱글 『イメージの詩／マークII』를 무단 발매했으나, 타쿠로가 항의해서 재녹음했다. 당시 타쿠로는 다운타운즈(ダウンタウンズ)라는 밴드를 하고 있었지만 엘렉 레코드의 아사누마(浅沼勇)의 설득으로 혼자 동경에 올라가게 된다.

### ELEC 시기
1970년 독립 음악 레이블인 일렉 레코드(エレックレコード)에 계약사원으로 취직한다. 레이블은 제대로 된 일거리를 가져오지 않아 타쿠로는 일본방송협회 오디션을 봤지만 후지야마 이치로가 그를 떨어트렸다.. 히로시마 포크무라(広島フォーク村)의 앨범이 나와 공연을 했지만 관객은 거의 없었다. 이 공연 관계자로 고토 유타카(後藤由多加)를 만나 이후 오래 관계를 유지한다.. 71년 고토와 함께 아티스트가 주체적으로 음악제작을 할 수 있는 프로덕션인 유이 음악공방을 설립한다. 히로시마 포크무라의 후배 오쿠보 카즈히사의 그룹에 곡을 제공한다. 주변에 곡을 준 것은 처음이었다.

### Odyssey 시기
1972년 CBS로 이적했다. 이적해서 발매한 싱글 結婚しようよ는 오리콘 앨범 차트 3위까지 오르며 40만장 이상 팔렸다. 이때까지 포크라고 하면 장발의 젊은이들이 반체제적 음악을 하는 것 정도로 인식되고 있었는데 단숨에 보통사람들에게 인지되기 시작했다. 하위문화였던 포크가 주류문화에 편입된 것이다. 旅の宿도 히트하게 되자 그에겐 수많은 작곡의뢰가 들어오기 시작했다. 몹스(モップス)에겐「たどりついたらいつも雨降り」를 네코(猫)에겐「雪」「地下鉄に乗って」등을 주는 등 타쿠로는 포크 가수일 뿐 아니라 팔리는 작곡가로서의 이름도 얻기 시작했다. 영화 百万人の大合唱에서는 극중에서 타쿠로의 곡 今日までそして明日から를 합창하는 장면이 들어가기도 했다. 6월에 나가노현 가루이자와정의 성 바오로 교회에서 四角佳子와 결혼했다. 젊은이들 사이에서 마을 교회에서 결혼할래요라는 요청이 붐을 이룰 정도로 타쿠로는 영향력을 가지고 있었다. CBS는 요시다만의 레이블인 오디세이(Odyssey)를 설립해주었다.
73년 백밴드였던 야나기다 히로 그룹을 더 발전시켜 신로쿠몬센(新六文銭)을 결성한다. 하지만 공연 뒤 여대생에게 폭행사건으로 소송을 당해 체포되어 8일간 구류를 지냈지만 거짓신고로 판명되어 불기소 석방되었다. 석방 직후 다시 활동을 개시했지만 공연도 다수 취소되고 곡도 방송금지 당하는 등 자숙하게 되었다. 곡이 삽입된 스바루 렉스(후지 중공업), 테크닉스(파나소닉) 등의 광고도 중단되었다. 잡지 明星에 타쿠로의 자필 수기가 실렸다.
이후 아즈사 미치요(梓みちよ)에게 「メランコリー」를 모리 신이치에게「襟裳岬」을 제공한다. 襟裳岬은 일본 레코드 대상을 받았는데 타쿠로는 상하의를 모두 청자켓, 청바지를 입고 나갔다.

### 포라이프 이후 시기
1975년 카마야츠 히로시(かまやつひろし)에게 我が良き友よ를 주었는데 이 곡 또한 히트했다. 75년 고액납세자 순위가 발표되었는데 이노우에 요스이가 7위를 요시다 타쿠로가 5위를 기록한다. 75년 6월 소니의 요시다 타쿠로, 폴리도르 레코드의 이노우에 요스이, ELEC의 이즈미야 시게루, 벨우드의 小室等 등이 모여 For Life 레코드를 설립한다. 이를 계기로 요시다 타쿠로는 이름을 가나가 아닌 한자로 표기하기 시작했다. 부인 요시코와 이혼했다. 모리야마 료코에게 歌ってよ夕陽の歌を를 제공해서 그녀가 포크의 여왕 소리를 다시 듣게 만들었다.
76년 4월 포라이프의 첫번째 신인 오디션에서 그랑프리를 받은 카와무라 유코에게 데뷔곡 風になりたい를 주고 프로듀스했다. 요시다는 이 곡을 자신의 곡 중 최고라고 말한 적이 있다. 11월엔 포라이프 설립자 4인의 스플릿 앨범 クリスマス를 초판 30만매 발매했고 오리콘 차트 1위에도 올랐지만 10만매도 팔지 못하여 회사의 재정에 타격을 입었다. 설립 2년만에 8억엔의 적자를 본 상태에서 타쿠로는 2대 사장에 취임했다. 7월 아사다 미요코(浅田美代子)와 재혼했다. 이노우에 요스이가 대마초 소지혐의로 체포되어 사장 입장으로 기자회견에서 사죄했고, 탄원서를 모아 도쿄 지검에 제출하는 등 이노우에를 구하기 위해 노력했다
캔디즈에게 やさしい悪魔를 이시노 마사코(石野真子)에게 狼なんて恐くない를 제공했다. 79년 2월에 이전에 발매된 타쿠로의 라이브 たくろうオン・ステージ第二集에 실린 곡 ポーの歌가 표절시비에 휘말렸다. 실상은 요시다가 커버곡을 부른 것인데 음반사인 ELEC이 요시다 곡으로 믿고 그렇게 음반에 썼기 때문이었다.
80년 공연에서는 과거의 히트곡 대신 신곡 위주로 불러 과거와의 단절을 선언했다. 해외에서 녹음한 앨범 Shangri-La를 발매했다. 82년 6월에 포라이프의 사장을 퇴임했고 83년에는 아사다 미요코와 이혼했다. 85년 6월 15일에 국제청소년의 해 기념 이벤트인 ALL TOGETHER NOW를 오다 카즈마사와 함께 기획했는데 관객을 5만명 동원했다. 그 해 영화 幕末青春グラフィティ Ronin 坂本竜馬에 다카스기 신사쿠 역으로 출연했다. 86년에 모리시타 아이코(森下愛子)와 세번째 결혼했다. 88년 자신의 사무소인 우다가와 오피스를 설립했다.
니가타현의 요시다 초의 유지 단체인 若者共和国가 의뢰하여 92년에 吉田町の唄를 발표했다. 04년에는 노래비가 건립되기도 한다. 94년 日本をすくえ'94 〜奥尻島、島原・深江地区救済コンサート〜 행사에 참여했고 제45회 NHK 홍백가합전에도 처음 출연했다. 99년 자신이 설립했던 포라이프와 뮤지션 계약을 해지한다.
2000년 임페리얼 레코드로 이적했고 03년에는 폐암수술을 했으나 곧 회복하여 가을부터는 공연을 시작했다. 08년 모교인 히로시마 슈도대학에 재학중 발표한 今日まで そして明日から의 노래비가 세워졌다.
09년 에이벡스 그룹으로 이적했다. 그해 마지막 전국투어를 시작했지만 만성기관지염의 재발로 다수의 공연이 중단되었다.
2013년 발매된 吉田拓郎 LIVE 2012는 오리콘 차트에서 6위까지 올라 탑텐에 오른 최연장자로 기록되었다. (66세 10개월)

## 평가
자신의 삶과 연애경험 등을 주제로 한 타쿠로의 노래들은 기존의 포크팬들에게 대중영합주의, 상업주의, 배신자, 타락했다 등의 비판을 받았다. 합동공연에서 사람들이 '돌아가'를 연호하기도 했다. 심지어 돌을 던지는 경우도 있었다. 언더그라운드만이 포크라 믿는 사람들은 음반이 팔려나가기만 해도 상업 가수가 되었다며 적대시하는 경우가 꽤 있었다. 72년 일본무도관에서 열린 フォーク・オールスター夢の競演音搦大歌合戦에서는 기후현의 산에서 지내다가 오랜만에 무대에 선 오카바야시 노부야스의 다음에 등장한 타쿠로에게 격한 '돌아가' 연호가 나와서 노래가 들리지 않을 지경이었다. 맥주병같은 것이 날아와서 실제로 타쿠로가 돌아가버린 적도 있다. 당시 공연중에 객석에서 욕설이 들린 것은 흔한 일이었지만 보통 타쿠로 정도의 인기 아티스트에게는 벌어지지 않는 일이었다. 하지만 타쿠로의 공연에서는 일상다반사였다. 타쿠로는 여성 팬들이 생긴 첫번째 포크싱어였다. 잡지에 '타쿠로의 공연에는 여학생들이 많아 마치 포 리브즈의 공연같았다' 등의 악의에 찬 기사도 실렸다  동료 포크싱어들 사이에서도 저놈은 포크가 아니야라는 비난이 있었고 타쿠로는 그렇다면 나는 포크가 아니어도 좋다고 치고나오게 된다.
반체제, 반상업주의가 포크의 본질이라는 포크 팬들이 엄청나게 비판했지만 타쿠로는 대중에 영합했다기 보다는 매일의 생활속에서 벌어지는 개인적인 마음을 일상적인 언어로 노래한 것 뿐이었다. 오히려 그는 구태의연한 포크적 폐쇄성과 결별하고자 했다. 포크 싱어가 성찰적으로 들어가는 경향이 있지만 그는 평범하고 직선적인 생각을 표현했다는 평가를 받았다. 욕설이 들리던 말던 노래를 계속하는 자세로 그는 지지자를 늘려갔다. 모든 젊은이가 저항적 민중가요 풍의 포크를 지지한 것은 아니며 타쿠로는 동시대 보통 젊은이들의 절대적 지지를 받았다.
72년에 연합적군이 벌인 아사마 산장 사건에서 동료를 린치, 살해한 정황이 드러나는 등 학생 운동에 어쨌든 공감해주던 사람들의 지지도 약해졌으며 60년대의 기운도 점차 사라져갔다. 요시다 타쿠로의 인기상승은 그런 세상의 변화를 느끼게 했다. 요시다 타쿠로의 결혼합시다(結婚しようよ), 이노우에 요스이의 우산이 없어(傘がない)등을 들었을 때 정치의 계절이 끝났음을 느꼈다는 논평도 있다. 최초로 메시지 포크를 부른 가수중 하나인 요시다가 반년만에 결혼합시다같은 곡을 낸 '변절'에 관해 伊藤強는 이미 일본에서 정치의 계절은 끝난 상태였고 끝나버린 것에는 뭘 말해도 의미가 없다. 요시다 타쿠로는 시대의 변화를 예민하게 냄새맡은 것이다라고 평했다. 菊池清麿는 타쿠로의 등장은 싱어송라이터라는 스타일은 정착시켰을 뿐 아니라 현실에 발을 디딘 동세대감을 어필하는 청년문화의 등장이었다라고 했다. 富澤一誠는 요시다가 없었다면 현재의 J-pop은 없었지도 모른다고까지 말한다.
능직 셔츠에 청바지를 입고 깁슨 (기업) 기타, 하모니카 홀더를 목에 건 채 악보대에 가사카드를 놓고 앉아 노래한다. 종종 객석을 향해 뭔가 외치는 타쿠로의 스타일은 많은 젊은이들이 따라했다. 별게 아니어도 좋으니까 자기 주변을 노래하고싶다는 마음은, 타쿠로의 출현으로 음반을 들을 뿐 아니라 자작곡을 만들어 부르고 싶다는 생각은 우리세대에 많을 것으로 확신한다. 그런 친근함이 요시다 타쿠로를 누구보다도 매력적으로 보이게 했다. 타쿠로 이후 이런 경향이 일반화되었다. 70년대 이전엔 포크나 록에서 꼭 자작곡이 있어야 하는 것은 아니었지만 타쿠로 이후 그것이 당연하게 되었다. 타쿠로 효과로 기타, 청바지와 능직 셔츠가 많이 팔려나가기 시작했다. 타쿠로 이전엔 해외 뮤지션들을 커버하는 경우가 많았지만 이후 많은 젊은이들이 타쿠로를 연주하기 시작했다. 타쿠로 붐은 중학생들에게까지 영향을 주었으며 다들 나도 타쿠로처럼 될 수 있다고 믿었다.
잡지 영 기타에서는 타쿠로의 기타를 기존의 포크 스타일에서 리듬 앤 블루스의 필링과 비트 (동음이의)가 가미되어 아주 새로운 것은 아니지만 자신만의 기타 반주로 사람들의 마음을 울리는 곡을 연주했다고 평가했다. 드디어 일본에서 멋진 시인이자 음악가인 포크 싱어가 태어났다고 호평했다.
잡지 신보 저널은 타쿠로와 그 동료들을 뉴 포크라는 제3의 흐름이라고 소개했다. 언더그라운드 포크, 칼리지 포크에 이은 흐름이라는 것이다. 이 뉴 포크가 메이저로 부상했다. 뉴 포크는 그 외에 아웃 포크, 청바지 포크라고도 불렸으나 이것들은 모두 타쿠로 이후에 등장한 명칭들이다.
타쿠로는 당시 포크 뮤지션들 중에서는 젊은 여성팬이 많았던 드문 경우였다 나기라 켄이치는 타쿠로의 등장을 경계로 진정성파(硬派路線)와 아이돌파(アイドル路線)가 나뉘는데 타쿠로가 계속해서 스타일의 변화를 개척해나가면서 포크 문화 자체는 끝나버렸다고 말했다. 60년대 후반의 사회적 분위기를 담은 포크는 타쿠로 이후 개인적인 심정이나 사랑을 다룬 노래가 늘어나 다음세대의 뉴 뮤직으로 이어지게 된다

## 딜런 외 영향받은 뮤지션
타쿠로는 닐 세다카, 카니 프랜시스, 리키 넬슨, 헨리 맨시니 등의 미국 팝과 퍼시 페이스 류의 영화 음악의 영향을 받았다. 아마추어시절 밴드 다운타운즈의 레퍼토리는 비틀즈, 롤링 스톤스, 더 스펜서 데이비스 그룹, 샘 & 데이브, 오티스 레딩, 샘 쿡, 윌슨 피켓, 부커 T등이 있다.
음악과 생활방식 양쪽에서 밥 딜런의 영향을 강하게 받았다는 것은 알려져있다. 타쿠로는 "기타 한대로 자신의 음악을 발표할 수 있다는 것을 알고 인생이 바뀌었다. 음악 스타일과 멜로디를 좋아하긴 했지만 그를 이데올로기로 동경했던 것은 아니다."라고 했다.
포크의 신, Blowin' in the Wind의 저항 영웅, 비틀즈에게 마약을 가르친 반역자 등의 평가를 받았던 밥 딜런의 이미지는 타쿠로가 심야방송 등에서 그를 칭송하고 그의 곡을 틀었기 때문에 형성된 것이다라는 것이 나카모리 아키오(中森明夫)의 의견이다. 타쿠로가 라디오에서 딜런이다 딜런~! 하고 떠들고 다니는 통에 이전보다 판매고가 5배이상 늘었다는 말도 있다. 그는 일본에서 밥 딜런을 퍼트린 일등공신이다. 우라사와 나오키나 미우라 준 같은 인물들은 중학교때 요시다 타쿠로가 되겠다고 결심했다하며 타쿠로를 통해 딜런도 알게되었다고 했다. 또 소니뮤직은 73년 타쿠로가 선곡한 딜런의 베스트 앨범『BOB DYLAN; Gift Pack Series10』을 낸 적이 있다.
고등학교때 좋아했던 인기여학생에 관한 노래 「準ちゃんが与えた今日の吉田拓郎への多大なる影響」는 딜런의 The Lonesome Death of Hattie Carrol을 번안한 것이다.
야마모토 코타로의 책 누구도 몰랐던 요시다 타쿠로「誰も知らなかったよしだ拓郎」(1975)의 출간시 그는 타쿠로에게 일본음악이든 아니든 상관없으니 좋아하는 곡 세곡을 꼽아달라는 질문에 대해 Desolation Row, Just like a Woman, I Want You를 들었는데 모두 딜런의 곡이었다.
특히 타쿠로 초기 곡들은 딜런의 모방 혹은 표절이라는 말이 있다. 스스로 '맛있는 멜로디가 있다'라고 이전 인터뷰에서 밝힌 적이 있는데 이것은 표절에 대한 발언이라는 말도 있고, 코무로 테츠야와의 대화에서도 표절에 대해 말하면서 '그땐 잔뜩 베꼈었지'라고 말한 적이 있다.
타쿠로는 간사이 포크를 싫어해서, 간사이 포크와 자신과의 차이를 '우리 노래'와 '내 노래'의 차이라고 설명한다. 오카바야시 노부야스의 『私達の望むものは』를 듣고 타쿠로 자신도 감동했지만 나는 우리들이라고 말할 수가 없다, 나는 나라고 말하기 위해 곡을 만들었다라고 했다. 그 곡이 1집에 수록된 곡 『イメージの詩』이다.